# Alen Bokšić
Alen Bokšić [ˈalɛn ˈbɔkʃitɕ] (Makarska, Yugoslavia, 21 de enero de 1970) es un exfutbolista croata que jugaba de delantero. Está considerado uno de los mejores futbolistas croatas de la historia y una de las grandes figuras croatas de la segunda mitad de la década de 1990.

## Trayectoria
Bokšić debutó profesionalmente con el Hajduk Split de la por entonces Yugoslavia en 1987. Durante su trayectoria en el club (1987-1991) hizo 60 goles en 174 partidos. Ganó dos Copas de Yugoslavia: una en 1987 y la segunda en 1991. En la segunda, Bokšić anotó el gol ganador para el Hajduk ante el Estrella Roja. Este último hecho le permitió ser descubierto por el Olympique de Marsella. 
En 1991, Bokšić fue adquirido por el Olympique de Marsella, quien lo cedió sin usarlo por un año al Cannes. Lamentablemente, una lesión le impidió mostrar sus habilidades y sólo jugó un partido sin gol en la temporada 1991/92.
A pesar de que sólo jugó una temporada con el Olympique de Marsella (1992/93), Bokšić dejó una huella imborrable en el equipo francés.En su único año, fue una pieza clave y fundamental para la conquista de la liga francesa, donde hasta fue el goleador del torneo con 23 goles en 37 partidos (armando una gran delantera junto a Rudi Völler), y de la Copa de Campeones, donde hizo 3 goles en 12 partidos. En la elección de 1993 del Once de Oro, Bokšić quedó segundo detrás de Roberto Baggio. En su paso por el Olympique, convirtió 26 goles en 49 partidos.
Casi todo lo que se dice de Bokšić lo construyó en el fútbol italiano. Descendido el Olympique de Marsella por escándalo de sobornos, fue transferido a la Lazio. Allí, Bokšić empezó a convertirse en un jugador de renombre y categoría mundial, así también como comenzar a ser reconocido. En su primera etapa en el club romano (1993-1996), convirtió 17 goles en 67 partidos. Su excelente juego y buenas actuaciones en Lazio lo llevaron a la mira de la gigantesca Juventus.
Dicho y hecho, la fama y la habilidad de Bokšić alcanzaron su máximo punto cuando para la temporada 1996/97 lo compró la Juventus.En su paso por la Vecchia Signora de Turín (1996-1997) hizo 3 goles en 22 partidos.Pero solo ese año allí le alcanzó para engrosar considerablemente su palmarés.Ganó la Copa Intercontinental en 1996 frente a River, la Supercopa de Europa de ese mismo año ante el Paris Saint-Germain y la liga italiana 1996/97. Pero la incorporación por parte de la Juve del goleador Filippo Inzaghi en 1997 y el electrizante nacimiento del gran delantero Alessandro Del Piero no le dieron a Bokšić lugar en el equipo titular para la temporada 1997/98, a pesar de su gran talento.
Como Bokšić no tenía lugar en la Juventus, en 1997 volvió a la Lazio. En su segunda etapa en este club ganó aún más títulos que en la Juve, alternando entre el banco y la titularidad. Esta fue una época gloriosa para el club de Roma. Con Bokšić en el plantel ganó la Copa Italia 1997/98, la Supercopa italiana de 1998, la Recopa de Europa 1998/99, la Supercopa de Europa de 1999, la liga italiana 1999/2000, la Copa Italia 1999-00 y la Supercopa italiana del 2000.En esta segunda etapa en Lazio (1997-2000), marcó 14 goles en 48 partidos.
En el 2000, Bokšić fue al último club de su carrera: el Middlesbrough, donde marcó 20 goles en 48 partidos en este club inglés (2000-2003). Luego de desembarcar en el Boro, tenía un salario semanal de 62,000 libras esterlinas, lo que lo convertía en el jugador mejor pagado de Inglaterra. Pero nuevamente las lesiones le jugaron una mala pasada y se retiró en 2003.

## Estadísticas

### Clubes
| Hajduk Split Yugoslavia | 1.ª                 |                     |     |     |    |    |    |    |     |     |      |
| Hajduk Split Yugoslavia | 1.ª                 | 1986-87             | 1   | 0   | -  | -  | -  | -  | 1   | 0   | 0,00 |
| Hajduk Split Yugoslavia | 1.ª                 | 1987-88             | 13  | 2   | -  | -  | -  | -  | 13  | 2   | 0,15 |
| Hajduk Split Yugoslavia | 1.ª                 | 1988-89             | 26  | 7   | 1  | 0  | -  | -  | 27  | 7   | 0,26 |
| Hajduk Split Yugoslavia | 1.ª                 | 1989-90             | 27  | 12  | 7  | 1  | -  | -  | 34  | 13  | 0,38 |
| Hajduk Split Yugoslavia | 1.ª                 | 1990-91             | 29  | 6   | 7  | 2  | -  | -  | 36  | 8   | 0,22 |
| Hajduk Split Yugoslavia | Total club          | Total club          | 96  | 27  | 15 | 3  | -  | -  | 111 | 30  | 0,27 |
| AS Cannes Francia | 1.ª                 | 1991-92             | 1   | 0   | -  | -  | -  | -  | 1   | 0   | 0,00 |
| AS Cannes Francia | Total club          | Total club          | 1   | 0   | -  | -  | -  | -  | 1   | 0   | 0,00 |
| Olympique de Marsella Francia | 1.ª                 | 1992-93             | 37  | 23  | 1  | 0  | 8  | 6  | 46  | 29  | 0,63 |
| Olympique de Marsella Francia | 1.ª                 | 1993                | 12  | 3   | -  | -  | -  | -  | 12  | 3   | 0,25 |
| Olympique de Marsella Francia | Total club          | Total club          | 49  | 26  | 1  | 0  | 8  | 6  | 58  | 32  | 0,55 |
| SS Lazio · Italia | 1.ª                 |                     |     |     |    |    |    |    |     |     |      |
| SS Lazio · Italia | 1.ª                 | 1993-94             | 21  | 4   | -  | -  | -  | -  | 21  | 4   | 0,19 |
| SS Lazio · Italia | 1.ª                 | 1994-95             | 23  | 9   | 4  | 0  | 6  | 2  | 33  | 11  | 0,33 |
| SS Lazio · Italia | 1.ª                 | 1995-96             | 23  | 4   | 1  | 0  | 2  | 0  | 26  | 4   | 0,15 |
| SS Lazio · Italia | 1.ª                 | 1997-98             | 26  | 10  | 6  | 5  | 6  | 0  | 38  | 15  | 0,39 |
| SS Lazio · Italia | 1.ª                 | 1998-99             | 3   | 0   | -  | -  | 3  | 1  | 6   | 1   | 0,17 |
| SS Lazio · Italia | 1.ª                 | 1999-00             | 19  | 4   | 4  | 3  | 10 | 1  | 33  | 8   | 0,24 |
| SS Lazio · Italia | Total club          | Total club          | 115 | 34  | 15 | 8  | 27 | 4  | 157 | 50  | 0,32 |
| Juventus de Turín · Italia | 1.ª                 | 1996-97             | 22  | 3   | 2  | 0  | 9  | 4  | 33  | 7   | 0,21 |
| Juventus de Turín · Italia | Total club          | Total club          | 22  | 3   | 2  | 0  | 9  | 4  | 33  | 7   | 0,21 |
| Middlesbrough FC Inglaterra | 1.ª                 | 2000-01             | 28  | 12  | 4  | 0  | -  | -  | 32  | 12  | 0,38 |
| Middlesbrough FC Inglaterra | 1.ª                 | 2001-02             | 22  | 8   | 4  | 0  | -  | -  | 26  | 8   | 0,31 |
| Middlesbrough FC Inglaterra | 1.ª                 | 2002-03             | 18  | 2   | 1  | 0  | -  | -  | 19  | 2   | 0,11 |
| Middlesbrough FC Inglaterra | Total club          | Total club          | 68  | 22  | 9  | 0  | -  | -  | 77  | 22  | 0,29 |
| Total en su carrera | Total en su carrera | Total en su carrera | 351 | 109 | 42 | 11 | 44 | 14 | 437 | 134 | 0,31 |
| (1) Las copas nacionales se refiere a la Copa de Yugoslavia (1988-91); Copa de Francia (1992-93); Copa Italia (1994-00); ; FA Cup (2000-03) y a la Copa de la Liga de Inglaterra (2000-02). (2) Las copas internacionales se refiere a la Liga de Campeones de la UEFA (1993-00); Copa de la UEFA (1994-97); Copa Intercontinental (1996-97) y a la Recopa de Europa de la UEFA (1998-99). (3) Media de goles por encuentro. No incluye goles en partidos amistosos. |                     |                     |     |     |    |    |    |    |     |     |      |

## Selección nacional
Debutó con Croacia el 25 de junio de 1993 ante Ucrania con un triunfo por 3-1. Junto a Davor Šuker, Zvonimir Boban y Robert Prosinečki, entre otros, formaba una brillante generación de futbolistas croatas de la década de 1990 que incluso acabó tercera del Mundial de fútbol 1998. Pero una vez más una lesión, lo dejó fuera de esa brillante actuación croata. Jugó para Yugoslavia el mundial de fútbol de 1990 y para Croacia el del 2002, además de la Eurocopa 1996. Hizo en total diez goles en 40 partidos.

### Participaciones en Copas del Mundo
| Mundial                               | Sede                  | Resultado        |
| ------------------------------------- | --------------------- | ---------------- |
| Copa Mundial de Fútbol Sub-20 de 1987 | Chile                 | Campeón          |
| Copa Mundial de Fútbol de 1990        | Italia                | Cuartos de final |
| Copa Mundial de Fútbol de 2002        | Corea del Sur y Japón | Primera fase     |

### Participaciones en Eurocopa
| Edición       | Sede       | Resultado        |
| ------------- | ---------- | ---------------- |
| Eurocopa 1996 | Inglaterra | Cuartos de final |

### Goles internacionales
| #  | Fecha                   | Rival                | Marcador | Resultado | Competición                         |
| -- | ----------------------- | -------------------- | -------- | --------- | ----------------------------------- |
| 1  | 3 de septiembre de 1995 | Estonia              | 3-1      | 7-1       | Clasificación para la Eurocopa 1996 |
| 2  | 8 de octubre de 1996    | Bosnia y Herzegovina | 3-1      | 4-1       | Clasificación Mundial de 1998       |
| 3  | 8 de octubre de 1996    | Bosnia y Herzegovina | 4-1      | 4-1       | Clasificación Mundial de 1998       |
| 4  | 11 de octubre de 1997   | Eslovenia            | 3-0      | 3-1       | Clasificación Mundial de 1998       |
| 5  | 15 de noviembre de 1997 | Ucrania              | 1-1      | 1-1       | Clasificación Mundial de 1998       |
| 6  | 22 de abril de 1998     | Polonia              | 4-0      | 4-1       | Amistoso                            |
| 7  | 9 de octubre de 1999    | Yugoslavia           | 1-0      | 2-2       | Clasificación para la Eurocopa 2000 |
| 8  | 26 de abril de 2000     | Austria              | 1-1      | 2-1       | Amistoso                            |
| 9  | 11 de octubre de 2000   | Escocia              | 1-0      | 1-2       | Clasificación Mundial de 2002       |
| 10 | 6 de octubre de 2001    | Bélgica              | 1-0      | 1-0       | Clasificación Mundial de 2002       |

## Palmarés

### Torneos nacionales
| Título              | Club                  | País       | Año  |
| ------------------- | --------------------- | ---------- | ---- |
| Copa de Yugoslavia  | Hajduk Split          | Yugoslavia | 1987 |
| Copa de Yugoslavia  | Hajduk Split          | Yugoslavia | 1991 |
| Ligue 1             | Olympique de Marsella | Francia    | 1993 |
| Serie A             | Juventus              | Italia     | 1997 |
| Copa Italia         | Lazio                 | Italia     | 1998 |
| Supercopa de Italia | Lazio                 | Italia     | 1998 |
| Serie A             | Lazio                 | Italia     | 2000 |
| Copa Italia         | Lazio                 | Italia     | 2000 |
| Supercopa de Italia | Lazio                 | Italia     | 2000 |

### Torneos internacionales
| Título                       | Club                  | Sede       | Año  |
| ---------------------------- | --------------------- | ---------- | ---- |
| Liga de Campeones de la UEFA | Olympique de Marsella | Roma       | 1993 |
| Copa Intercontinental        | Juventus              | Tokio      | 1996 |
| Supercopa de Europa          | Juventus              | Palermo    | 1996 |
| Recopa de Europa             | Lazio                 | Birmingham | 1999 |
| Supercopa de Europa          | Lazio                 | Mónaco     | 1999 |

### Distinciones individuales
| Distinción                                                              | Año     |
| ----------------------------------------------------------------------- | ------- |
| Goleador de la Division 1.                                              | 1992-93 |
| Futbolista extranjero del Año de la Division 1.                         | 1992-93 |
| Once de Oro.                                                            | 1993    |
| Nominado al Balón de Oro.                                               | 1993    |
| Futbolista del año en Croacia.                                          | 1993    |
| Mejor jugador del año del Middlesbrough Football Club según su afición. | 2000-01 |

### Condecoraciones
| Condecoración                | Año  |
| ---------------------------- | ---- |
| Orden de Danica Hrvatska.    | 1995 |
| Orden del Trébol de Croacia. | 1998 |